# Trametes supermodesta
Trametes supermodesta är en svampart som beskrevs av Ryvarden & Iturr. 2003. Trametes supermodesta ingår i släktet Trametes och familjen Polyporaceae.   Inga underarter finns listade i Catalogue of Life.